# Carl Gustaf Thomson
Vista da sepultura.
Carl Gustaf Thomson, (13 de outubro de 1824 em Mellan-Grefvie, condado de Malmö - 20 de setembro de 1899 em Lund), foi um entomólogo sueco.

## Biografia
Carl Gustaf Thomson estudou, desde 1843, na Universidade de Lund, licenciando-se em 1850. Em 1850 foi nomeado professor associado de zoologia nessa Universidade. Em 1862 foi conservador do departamento de entomologia do Museu Zoológico e, em 1862, foi também nomeado professor de entomologia. Em 1872 uma bolsa permitiu-lhe viajar por todo o  continente europeu para realizar estudos científicos.
Ofereceu-se-lhe o posto de director do Museu Entomologico de Berlim, mas rejeitou este posto.
Thomson foi eleito em 1861 membro da Sociedade Fisiográfica de Lund. Também foi membro honorário das Sociedades Entomológicas de Paris, Berlim, Bruxelas, Londres e São Petersburgo.
Faleceu a 13 de outubro de 1824 em Lund, e está sepultado no cemitério de Norra em Solna, município situado ao norte da cidade de Estocolmo.

## Principais obras
Thomson foi o autor de Coleoptera Scandinaviae (dez volumes, 1859-68), Skandinaviens inseckta (1862), Scandinavia Hymenoptera (cinco volumes, 1871-79) e Opuscula Entomologica (22 volumes, 1869-97).
Tambem publicou, em 1858, descrição dos insetos, especialmente dos dípteros, recolhidos na viagem da fragata Eugenies, o primeiro navio sueco que circunnavegou o mundo.

## Abreviatura
A abreviatura Thomson emprega-se para reconhecer a Carl Gustaf Thomson como autoridade na descrição  e taxonomia em zoologia.